# Ogna
Ogna este o localitate din comuna Hå, provincia Rogaland, Norvegia, cu o suprafață de 0,29 km² și o populație de 366 locuitori (2013).